# Pallan Bolong
Der Pallan Bolong (französische Schreibweise Pallan Bôlon, selten Palian) ist ein rechter Nebenfluss des westafrikanischen Gambia-Flusses.

## Geographie
Der Pallan Bolong entspringt im gambisch-senegalesischen Grenzgebiet in der Region Tambacounda (Senegal). Der Fluss fließt auf einer Länge von ungefähr 50 Kilometern in westlicher Richtung, bis er im Ort Kuntaur in den Gambia-Fluss mündet.
Das Gewässer ist sehr sumpfig, zahlreiche Pflanzen wie beispielsweise die Wasserhyazinthen (Eichhornia) bedecken größtenteils die Wasseroberfläche. Die Artenvielfalt der Wasservögel, die hier anzutreffen sind, ist groß.
Der Zusatz Bolong, den viele Nebenflüsse des Gambias haben, bedeutet in der Sprache der Mandinka „bewegliches Wasser“ oder „Nebenfluss“.